# مروج (المتن)
مروج هي إحدى القرى اللبنانية من قرى قضاء المتن في محافظة جبل لبنان. تشرف مروج على جبل صنين وبسكنتا وكسروان شمالاً، والمتن الجنوبي جنوباً. ترتفع نحو 1200م عن سطح البحر وتبعد حوالي 32 كلم عن العاصمة بيروت وتحيط بها مجموعة من القرى المجاورة من أهمها بولونيا،وطى المروج، المتين، مرجبا، والزعرور مركز تزلج شهير.

## تسمية
يعود الأصل في تسمية مروج إلى «جمع كلمة مرج».أيضاً مروج قرية اصطياف هرباً من حرارة مدن الساحل البناني.

## كنيسة القدّيسة تقلا و عيدها
شُيّدت كنيسة قديمة للقدّيسة تقلا في المروج وتسلّمتها الرّهبانيّة اللّبنانيّة المارونيّة عام 1792 لتعود و تبني فيما بعد كنيسة جديدة. يُحتفل بعيد القدّيسة تقلا في 24 أيلول/سبتمبر. تبدأ الإحتفالات منذ بداية شهر أيلول تقريبًا، فتُنصب الخيم في ساحة القرية لتباع فيها الحلويات والألعاب كما أنّه يُنظّم عشاءً قرويًّا وبعض الحفلات قرابة العيد. أمّا قديمًا، فكانوا يتبارون برفع الجرن والمحدلة والأوزان، بدقّ الجرس، وبتنظيم سباق خيل. كانوا يأتون أيضًا بصندوق معروف بـ "صندوق الفرجة"، فيدفعون 5 قروش كي يشاهدوا الصّور الموجودة فيه الّتي كانت تظهر واحدة تلوَ الأخرى.

## سنديانات المروج
عام 1942، أصدر مرسوم 434 الّذي يحمي موقع سنديانات المروج. لم يبقَ منها سوى سنديانة واحدة في ساحة القرية.

## النّوادي
تأسّس في المروج عام 1946 نادي النّاشئة الرّياضيّ وعام 1969 نادي الشّباب الفينيقيّ وهدفه تنشيط جميع الحركات الإجتماعيّة، والثّقافيّة، والفنّيّة، والرّياضيّة.

## المدارس القديمة
كان يوجد فيها عدّة مدارس قديمًا منها مدرسة مار تقلا، مدرسة الإنكليز الّـتي أصبحت اليوم كنيسة إنجيليّة، المدرسة المتوسّطة الرّسميّة الّتي أغلقت أبوابها، ومدرسة التّوجيه الإجتماعيّ الّتي أصبحت اليوم ميتمًا ومؤسّسة إجتماعيّة للآباء الأنطونيّين.